# Passo Sani
O Passo Sani ou Passo de Sani (em inglês:  Sani Pass) é um passo de montanha na cordilheira Drakensberg, e situado junto da fronteira África do Sul-Lesoto. Do lado da África do Sul fica a província de KwaZulu-Natal, e do lado do Lesoto o distrito de Mokhotlong. Está situado à altidude de 2876 m.
O passo liga Himeville e Mokhotlong, numa rota com 93 km. O desvio para o passo de montanha fica a 3 km a norte de Himeville. Do sopé da passagem (2.255 m), a 23 km de Himeville, a estrada sobe 600 m durante 14 km ao longo do curso superior do rio Mkomazana até ao posto de fronteira, também chamado "Sani Pass", na fronteira com o Lesoto (à altitude de 2865 m). O cume do Drakensberg está apenas a 3 km. A partir daqui, a estrada continua o até ao cume do Swartberg (3200 m). O pico fica a 10 km a sul do Thabana Ntlenyana (3482 m), que é o ponto mais alto da cordilheira Drakensberg e de toda a África Austral. A partir daqui, a estrada desce ao longo do rio Sehonghong até Mokhotlong.

## Fronteira
Enquanto os serviços de controlo da emigração do lado sul-africano estão localizados na parte inferior do passo, e proíbem veículos considerados inadequados para fazer a viagem, os agentes de fronteira do lado do Lesoto, cujo posto de controlo se situa no cume, geralmente permitem que veículos de todos os tipos tentem a descida. O passo encontra-se em geral fechado quando há condições meteorológicas adversas, especialmente durante o inverno. As respetivas estações de controle de fronteira abrem às 6:00 e fecham às 18:00.
A fronteira entre África do Sul e Lesoto situa-se no topo do passo, e não no ponto de controle de fronteira sul-africano. O passo fica, portanto, inteiramente localizado na África do Sul.